# Szamoa világörökségi helyszínei
Szamoa területéről eddig egy helyszín sem került fel a világörökségi listára, két helyszín a javaslati listán várakozik felvételre. 
| Megnevezés                                          | Kép | Típus      | Kritérium | Év   | Link |
| --------------------------------------------------- | --- | ---------- | --------- | ---- | ---- |
| Fagaola-öböl, Uafato Tiavea természetvédelmi övezet |     | Vegyes     | V, VII, X | 2006 |      |
| Manono, Apolima és Nuulopa kultúrtáj                |     | Kulturális | III, V    | 2006 |      |